# Elsa Lunghini

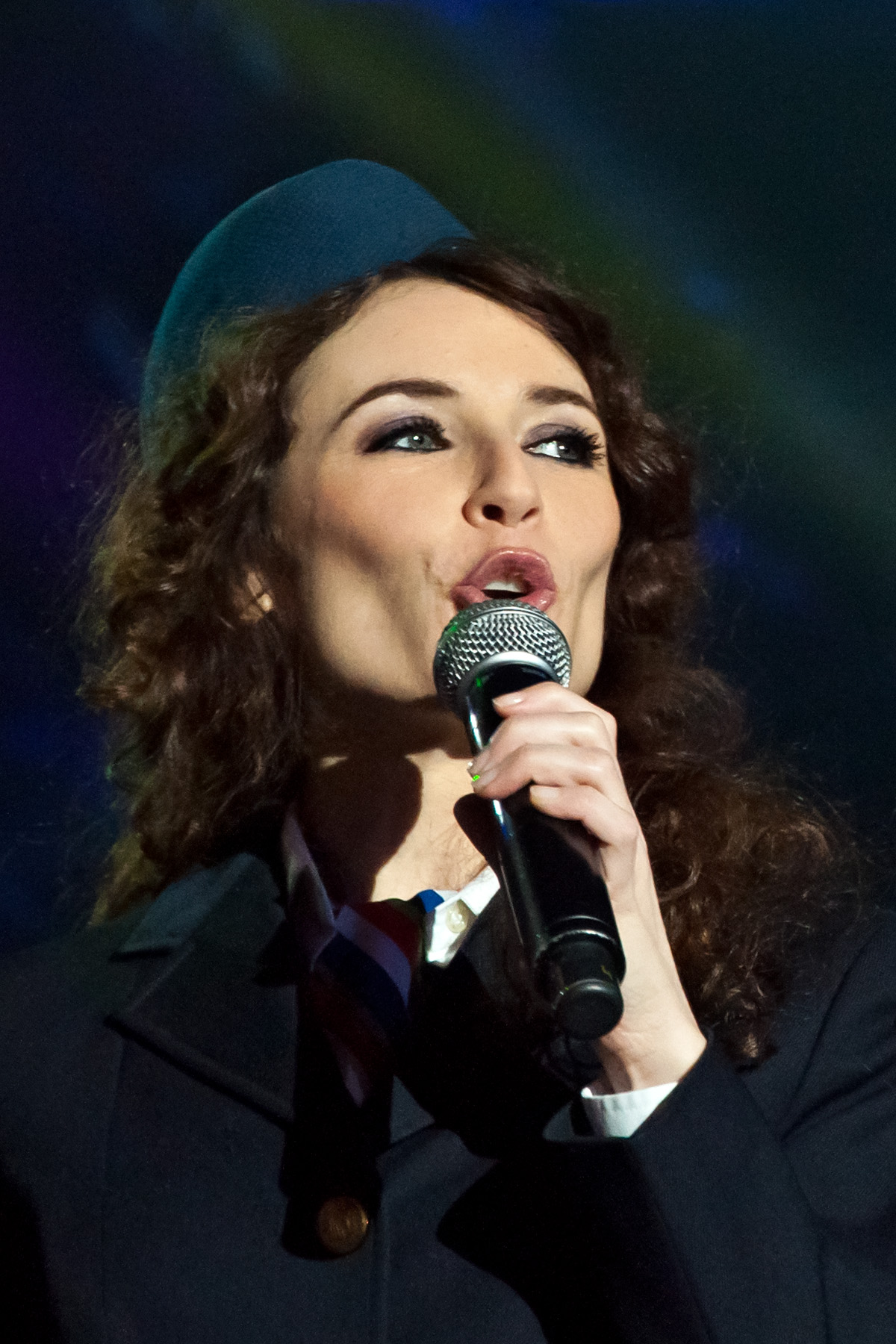
Elsa Lunghini, Les Enfoirés 2012

Elsa Lunghini (* 20. Mai 1973 in Paris), Künstlername Elsa, ist eine französische Sängerin und Schauspielerin.

## Biografie
Elsa Lunghini ist die Tochter des Schauspielers, Fotografen und Komponisten Georges Lunghini und der Malerin und Bildhauerin Christiane Jobert.
1981, im Alter von sieben Jahren, bekam Elsa ihre erste Rolle in dem Spielfilm Das Verhör von Claude Miller. Sie spielte an der Seite von Romy Schneider, Lino Ventura und Michel Serrault. Anschließend drehte sie einige Filme in Folge. Ab 2010 spielte sie regelmäßig in französischen TV-Serien.
1986 hatte sie mit dem Lied T'en Va Pas ihren ersten Hit. Der Song hielt sich acht Wochen lang auf der Pole-Position und war der Titelsong zu dem Film Die Frau meines Lebens.
1988 erschien Elsas erstes Album Elsa, das von ihrem Vater produziert wurde. In Frankreich war sie außerordentlich erfolgreich. Die erste Single Jour De Neige erreichte Platz zwei der Charts, ebenso der Song Quelque Chose Dans Mon Cœur. Das mit Glenn Medeiros aufgenommene Duette Un Roman D'Amitié (Friend You Gave Me A Reason) schaffte es sogar auf Platz eins. Der von Diane Warren komponierte Song hielt sich sechs Wochen an der Spitze der Charts und war auch international erfolgreich. Es folgten weitere Singleauskopplungen: À la même heure dans deux ans und Jamais Nous aus dem Doppel-Platin-Album, die alle die Top Ten erreichten.
Ihr zweites Album Rien Que Pour Ça wurde 1990 auf den Markt gebracht, war aber weniger erfolgreich. Die gleichnamige Single schaffte es in die Top 20 der französischen Charts. Die nächsten beiden Titel floppten.
In den 1990er Jahren veröffentlichte Elsa zwei weitere Alben, die an die Erfolge der 1980er aber nicht anknüpfen konnten.

## Sonstiges
Von 1999 bis 2006 war sie mit dem ehemaligen Spieler des FC Bayern München, Bixente Lizarazu, verheiratet, mit dem sie einen gemeinsamen Sohn hat.

## Diskografie

### Alben
| Jahr | Titel                          | Höchstplatzierung, Gesamtwochen, AuszeichnungChartplatzierungen (Jahr, Titel, Platzierungen, Wochen, Auszeichnungen, Anmerkungen) | Höchstplatzierung, Gesamtwochen, AuszeichnungChartplatzierungen (Jahr, Titel, Platzierungen, Wochen, Auszeichnungen, Anmerkungen) | Anmerkungen |
| Jahr | Titel                          | FR | BEW | Anmerkungen |
| ---- | ------------------------------ | --- | --- | ----------- |
| 1996 | Chaque jour est un long chemin | FR33 (1 Wo.)FR | BEW42 (2 Wo.)BEW |             |
| 1997 | L’essentiel (1986-1993)        | FR— GoldFR | BEW25 (10 Wo.)BEW |             |
| 2004 | De lave et de sève             | FR25 (8 Wo.)FR | BEW43 (4 Wo.)BEW |             |
| 2006 | Connexion Live                 | FR54 (5 Wo.)FR | — |             |
| 2008 | Elsa Lunghini                  | FR25 (6 Wo.)FR | BEW53 (6 Wo.)BEW |             |

Weitere Alben
- 1988: Elsa (FR: ×2Doppelplatin )
- 1990: Rien que pour ça (FR: ×2Doppelgold )
- 1992: Douce violence (FR: Gold)

### Singles
| Jahr | Titel Album                             | Höchstplatzierung, Gesamtwochen, AuszeichnungChartsChartplatzierungen (Jahr, Titel, Album, Platzierungen, Wochen, Auszeichnungen, Anmerkungen) | Anmerkungen        |
| Jahr | Titel Album                             | FR | Anmerkungen        |
| ---- | --------------------------------------- | --- | ------------------ |
| 1986 | T’en va pas                             | FR1 Gold · (27 Wo.)FR |                    |
| 1987 | Quelque chose dans mon cœur Elsa        | FR2 Gold · (24 Wo.)FR |                    |
| 1988 | Un roman d’amitié Elsa                  | FR1 Gold · (25 Wo.)FR | mit Glenn Medeiros |
| 1988 | Jour de neige Elsa                      | FR2 Gold · (20 Wo.)FR |                    |
| 1989 | À la même heure dans deux ans Elsa      | FR7 (15 Wo.)FR |                    |
| 1989 | Jamais nous Elsa                        | FR10 Silber · (18 Wo.)FR |                    |
| 1990 | Rien que pour ça                        | FR12 (19 Wo.)FR |                    |
| 1991 | Pleure doucement Rien que pour ça       | FR25 (11 Wo.)FR |                    |
| 1992 | Bouscule-moi Douce violence             | FR14 (14 Wo.)FR |                    |
| 2012 | C’est bientôt la fin                    | FR137 (2 Wo.)FR | Various Artists    |
| 2012 | Je suis de celles / Les bals populaires | FR104 (2 Wo.)FR | Various Artists    |

Weitere Singles
- 1991: Qu’est-ce que ça peut lui faire
- 1993: Supplice chinois
- 1993: Tout l'temps, tout l'temps
- 1996: Chaque jour est un long chemin
- 1997: Sous ma robe
- 1997: Le temps tourne à l’orage
- 2004: Mon amour
- 2004: A quoi ça sert
- 2005: Éternité
- 2006: Connexions (live)
- 2008: Oser
- 2008: Le garçon d’étage

## Filmografie
- 1981: Das Verhör (Garde à vue) – Regie: Claude Miller
- 1984: Höllenzug (Train d'enfer) – Regie: Roger Hanin
- 1985: Rote Küsse (Rouge baiser) – Regie: Véra Belmont
- 1986: Die Frau meines Lebens (La Femme de ma vie) – Regie: Régis Wargnier
- 1987: Wo du auch bist (Où que tu sois) – Regie: Alain Bergala
- 1992: Casanovas Rückkehr (Le retour de Casanova) – Regie: Édouard Niermans
- 2012: Crime Scene Riviera (Section de recherches, Fernsehserie, 1 Folge)
- 2019: Puzzle
- 2020: Kommissar Caïn (Caïn, Fernsehserie, 2 Folgen)
- 2020: Demain nous appartient (Fernsehserie, 3 Folgen)